# ТА18-100
ТА18-100 — авиационный вспомогательный газотурбинный двигатель разработан в 2000 году на ПАО НПП «Аэросила». Предназначен для использования на самолётах и вертолётах.
Двигатель сертифицирован Авиарегистром МАК 10 декабря 2002 года (сертификат типа №СТ 211-ВД). В 2017 году начата валидация в EASA этого сертификата типа. Сертификат EASA (одобрительный документ ETSO) получен 12 декабря 2018 года.

## Назначение
ВГТД ТА18-100 отвечает требованиям применения на узкофюзеляжных самолётах с вместимостью до 100 кресел и тяжёлых вертолётах. Двигатель обеспечивает воздушный запуск маршевых двигателей летательных аппаратов. А также обеспечивает электропитание переменным током 115/200 вольт и служит для подачи воздуха в систему кондиционирования.

## Конструкция
ВГТД ТА18-100 имеет модульную конструкцию. Новая конструкция центробежного компрессора и центростремительной турбины (турбокомпрессора), камеры сгорания, редуктора и навесных агрегатов уменьшила общую массу двигателя, что обеспечило 30 % экономию топлива, по сравнению с разработанными ранее аналогами. На двигателе применяется электронно-цифровая система регулирования с полной ответственностью, которая обеспечивает регулировку, контроль, диагностику, подсчёт наработки и индикацию неисправностей

## Характеристики
- Эквивалентная воздушная мощность — 256 кВт[1]
- Отбираемая мощность переменного тока — 60 кВА
- Расход отбираемого воздуха — 1,27 кг/с
- Давление отбираемого воздуха — 4,52 кгс/см²
- Температура отбираемого воздуха — 210°С
- Расход топлива — 132 кг/ч
- Высотность запуска и режимной работы — 9000 м
- Рабочий диапазон температур — ± 60°С
- Начальный назначенный ресурс — 2000/4000 часов/запусков
- Назначенный ресурс — 12000/15000 часов/запусков
- Масса (без генератора) — 150 кг
- Габаритные размеры — 1076×684×675 мм

## Применение
Актуальная информация на сайте производителя "Аэросила", возможна установка на самолёты и вертолёты на которых ранее была установлена ТА-12.
- Ту-334
- Бе-200
- Як-42
- Ту-134М
- Ан-74ТК-300
- Ми-26

Также планируется оснащение самолётов семейства Sukhoi Superjet 100 данными ВГТД, взамен иностранных Honeywell RE220[RJ].